# ズケンケラトプス
ズケンケラトプス (Zhuchengceratops )は、レプトケラトプス科角竜の絶滅した属の一つ。白亜紀後期の中国に生息していた。ズケンケラトプス・イネクスペクトゥス (Zhuchengceratops inexpectus)一種のみで知られる。属名は発見地諸城とラテン語化された古代ギリシア語で「角のある顔」を意味する ceratops を組み合わせたものである。「予想外」を意味する種小名は、ホロタイプの予期せぬ明瞭な特徴にちなむ。その骨格は、ほとんどシャントゥンゴサウルスしか見つからない王氏層群で発見された。
ズケンケラトプスはいくつかの特徴をレプトケラトプス科と共有し、ケラトプス科とも共通する特徴をもつ。全長はレプトケラトプスとほとんど同じかわずかに大きい。ズケンケラトプスはレプトケラトプスおよびウダノケラトプスと単系統でまとめられるが、三者の系統関係は不明瞭である。

## 発見と命名

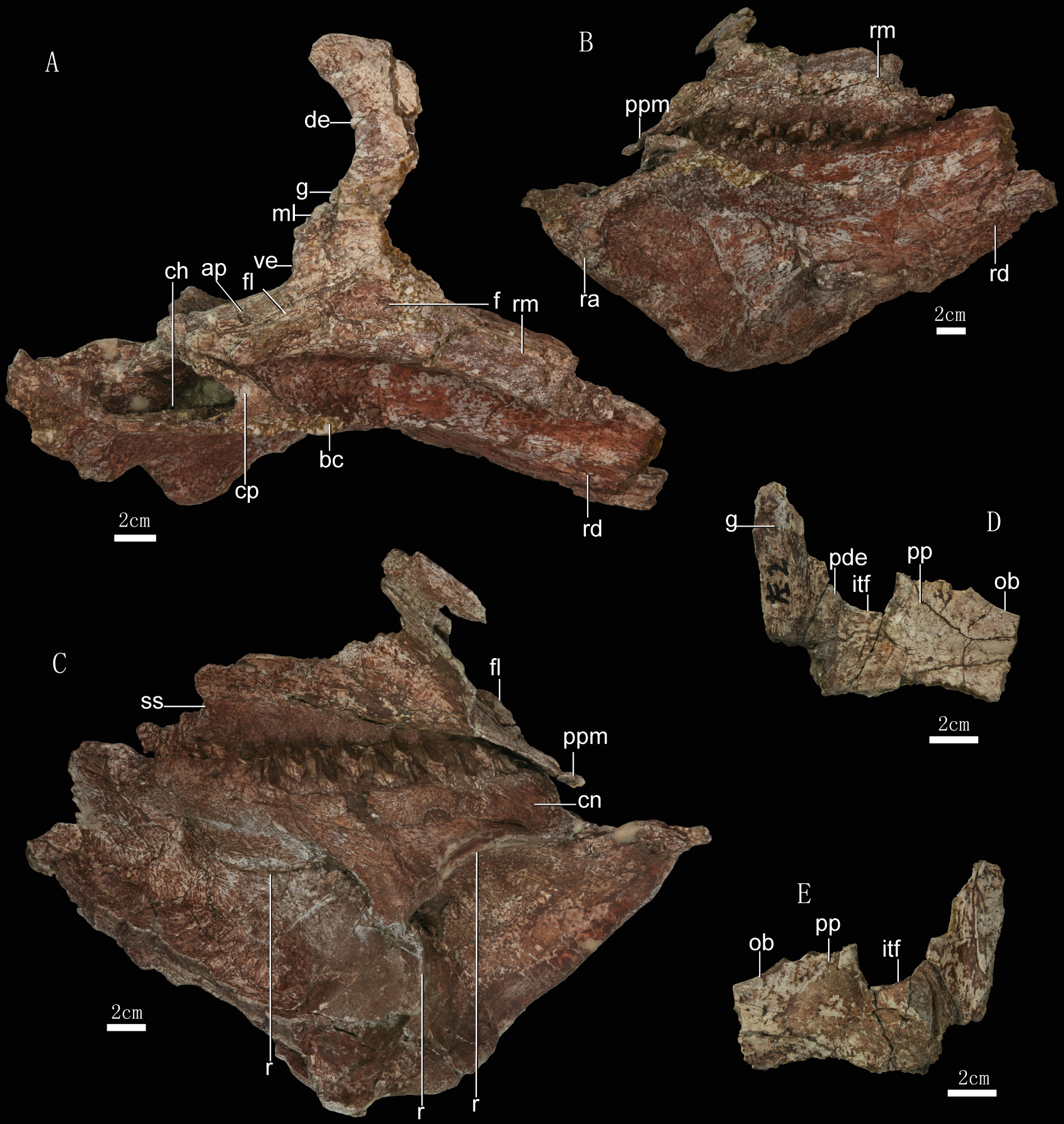
頭骨と下顎の化石

ズケンケラトプスはレプトケラトプス科角竜から派生し、白亜紀後期の中国山東省諸城市(Zhucheng)庫溝に生息していた。脊椎、肋骨、歯を含む部分的な骨格と頭骨と下顎骨の一部で知られる。その化石は王氏層群で発見された 。本属は徐星らによって2010年に命名された。
保存されていたズケンケラトプスの標本は成体で似た動物であるレプトケラトプスよりもわずかに大きく、全長は約2mである。ズケンケラトプスは約50cmの上下に高く、横方向に薄い下顎をもつ。この下顎といくつかの固有派生形質は、レプトケラトプス類の解剖学的および分類学的多様性を高める重要な特徴である。
アジア第三のレプトケラトプス類として、この発見は近縁な2つの属との共存と派生を示しており、顎と歯の適応の違いは異なる摂餌戦略を表している可能性がある。